# 加比亚诺堡
加比亚诺堡（義大利語：Castel Gabbiano）是意大利克雷莫纳省的一个市镇。总面积5平方公里，人口473人，人口密度94.6人/平方公里（2009年）。国家统计（ISTAT）代码为019024。